# Gryne
Genre
Gryne est un genre d'opilions laniatores de la famille des Cosmetidae.

## Distribution
Les espèces de ce genre se rencontrent en Amérique du Sud.

## Liste des espèces
Selon World Catalogue of Opiliones (08/08/2021) :
- Gryne amazonica Roewer, 1947
- Gryne andina Roewer, 1947
- Gryne coccinelloides (Mello-Leitão, 1935)
- Gryne dimorpha Mello-Leitão, 1928
- Gryne leprosa Sørensen, 1932
- Gryne marginalis (Perty, 1833)
- Gryne orensis (Sørensen, 1879)
- Gryne perlata Mello-Leitão, 1936
- Gryne pluriarcuata Mello-Leitão, 1936
- Gryne pustulata Roewer, 1928
- Gryne vermiculata Mello-Leitão, 1944

## Publication originale
- Simon, 1879 : « Essai d'une classification des Opiliones Mecostethi. Remarques synonymiques et descriptions d'espèces nouvelles. Première partie. » Annales de la Société Entomologique de Belgique, vol. 22, p. 183–241 (texte intégral).